# Мистер Олимпия 1997
Мистер Олимпия 1997 — одно из самых значимых международных соревнований по культуризму, прошедшее под эгидой Международной федерации бодибилдинга (англ. International Federation of Bodybuilding, IFBB) 20 сентября 1997 года Лонг Бич, США. Предварительное судейство проходило в пятницу вечером, финал вечером в субботу. Дориан Ятс завоевал свой последний шестой титул в карьере. Незадолго до соревнований Ятс получил вторую серьезную травму в карьере - разрыв трицепса, ему пришлось снизить нагрузки, но к тому времени он уже вышел на пик формы и травма не помешала ему одержать победу.

## Таблица
Место	Участник	№	Страна	Награда
- 1	Дориан Ятс	12	Англия	110 000
- 2	Нассер Эль Сонбати	8	Германия	50 000
- 3	Шон Рэй	5	США	30 000
- 4	Кевин Леврони	2	США	25 000
- 5	Пол Диллет	9	Канада	15 000
- 6	Ли Прист	13	Австралия	10 000
- 7	Жан Пьер Фукс	10	Швейцария	8 000
- 8	Крис Кормье	4	США	7 000
- 9	Ронни Коулмэн	7	США	6 000
- 10	Милош Сарцев	3	Югославия	5 000
- 11	Майк Франсуа	11	США
- 12	Чарльз Клермон	1	Барбадос
- 13	Майк Матараццо	6	США
- отказ	Флекс Уиллер	 	США